# Ágios Nikólaos
Ágios Nikólaos je pobřežní město a obec na severu řeckého ostrova Kréty s 27 074 obyvateli. V centru města se nachází jezero Voulismeni. Historie města sahá až do doby bronzové. Název Ágios Nikólaos znamená v překladu svatý Mikuláš. V současnosti je město významným turistickým centrem na Krétě.

## Galerie

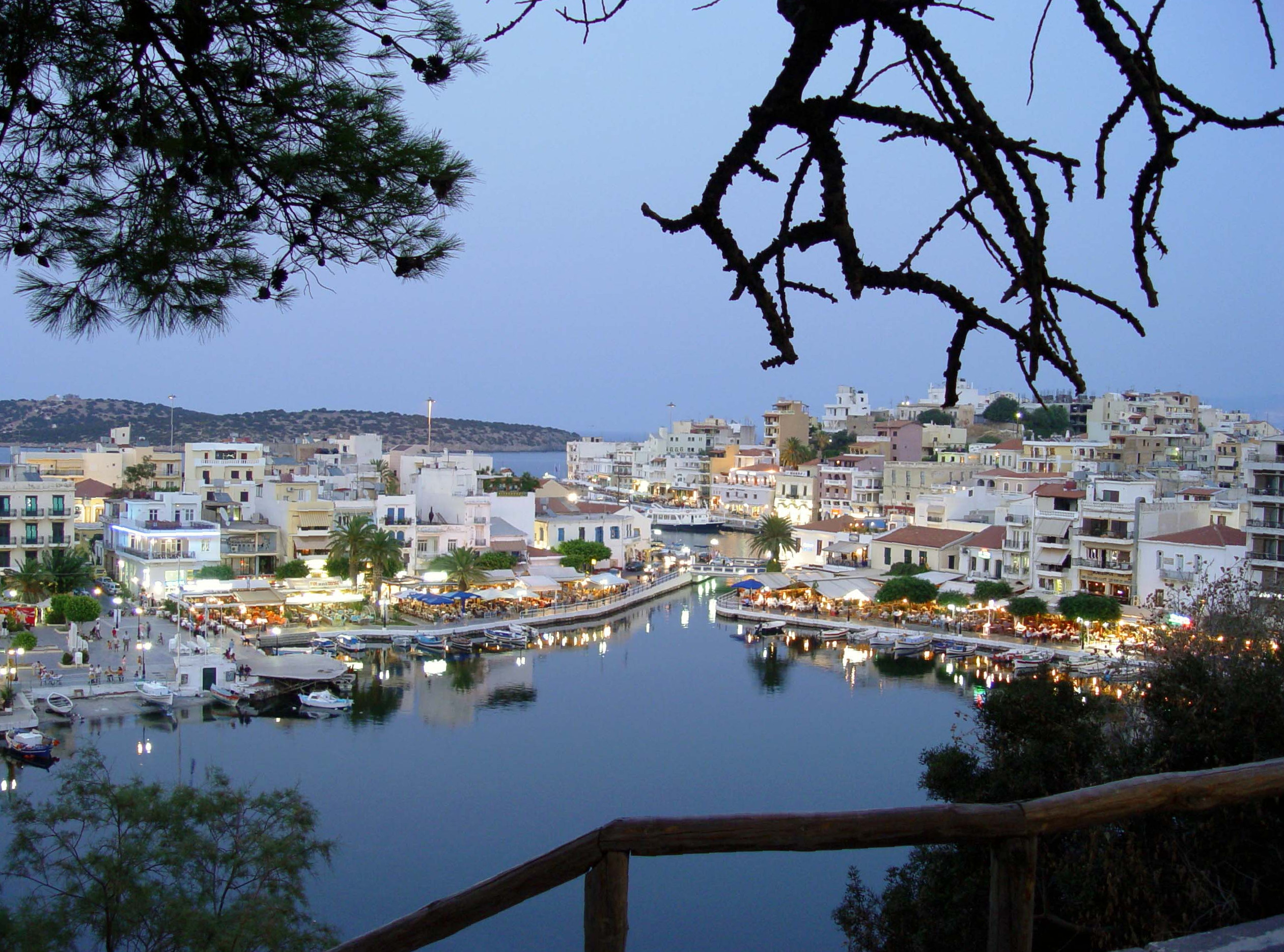
Jezero Voulismeni v Ágios Nikólaosu.
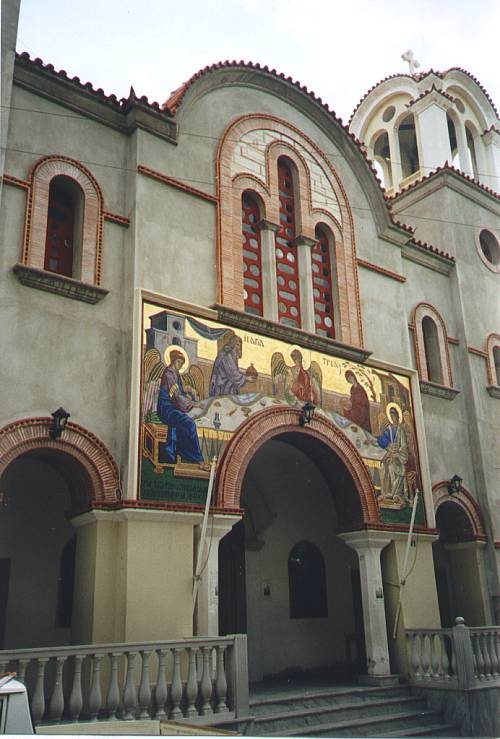
Kostel Agia Triada.
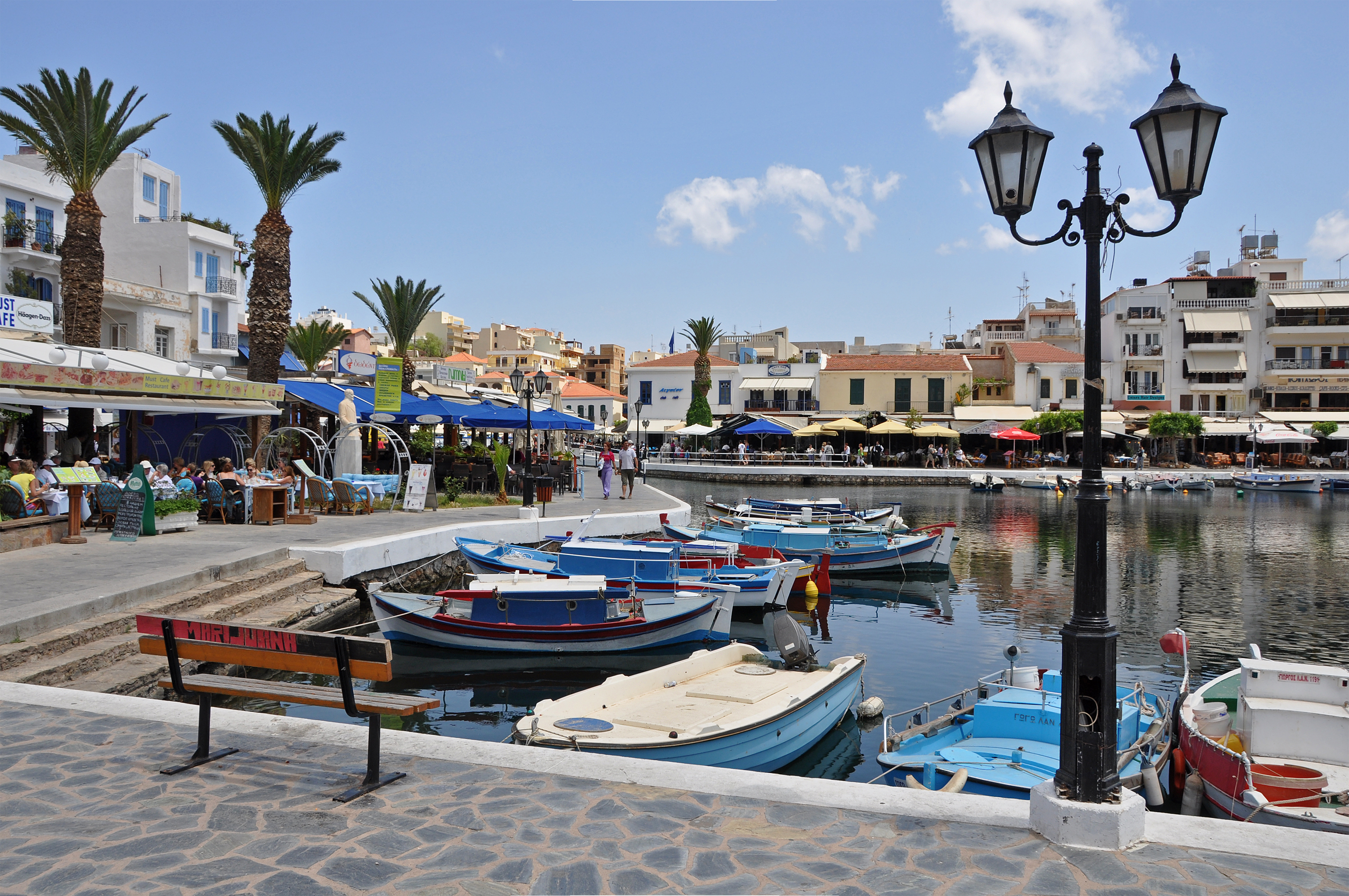
Pohled na přístav.
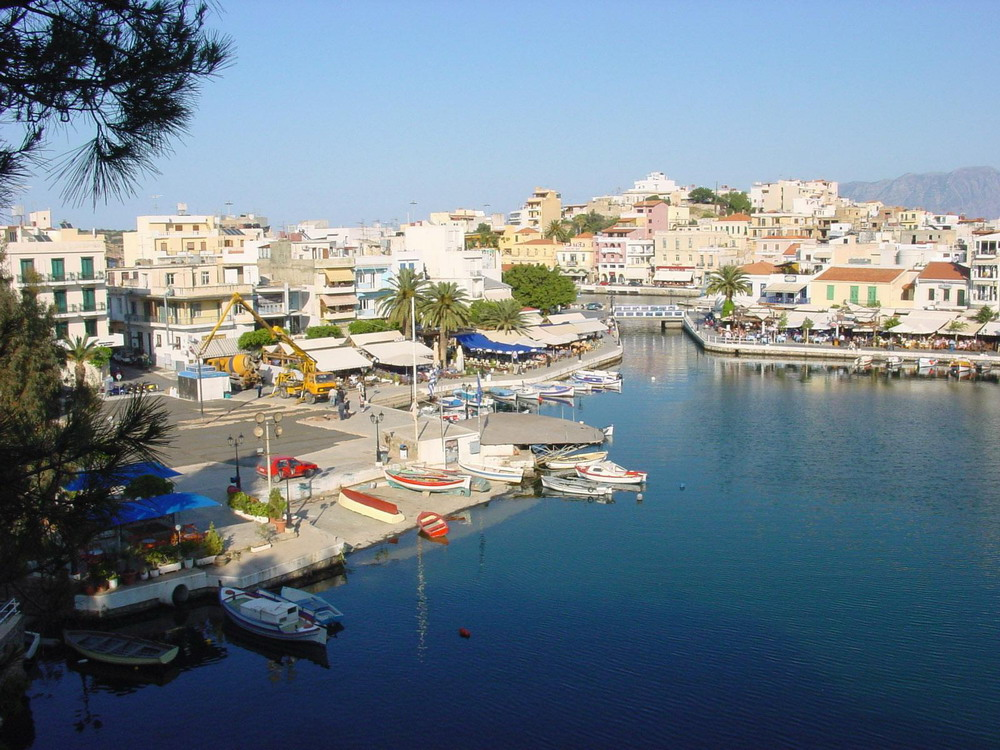
Pohled na město.